# Нікола Адамс
Нікола Адамс  (англ. Nicola Adams, 26 жовтня 1982) — британська професійна боксерка, дворазова олімпійська чемпіонка 2012 і 2016, чемпіонка світу 2016, чемпіонка Ігор Співдружності 2014, чемпіонка Європейських ігор 2015, чемпіонка Європи та Євросоюзу, чемпіонка світу за версією WBO (2018—2019). Відкрита лесбійка.

## Любительська кар'єра
У 2003 році Адамс виграла перший титул — чемпіонки Англії, який зберігала на трьох наступних чемпіонатах.
У 2007 році вперше виграла медаль на міжнародних змаганнях — срібло на чемпіонаті Європи в категорії до 54 кг.
У 2008 році виграла срібло на чемпіонаті світу теж в категорії до 54 кг.
Розраховуючи на участь в Олімпійських іграх 2012, на чемпіонатах світу 2010 і 2012 Адамс виступала в категорії до 51 кг і в обох фінальних поєдинках чемпіонатів програла лідеру світового боксу в цій категорії китаянці Жень Цаньцань.

### Виступ на Олімпіаді 2012
У чвертьфіналі перемогла Стойку Петрову (Болгарія) — 16-7
У півфіналі перемогла Мері Ком (Індія) — 11-6
У фіналі перемогла Жень Цаньцань (Китай) — 16-7
Здолавши свою головну суперницю, Нікола Адамс стала першою в історії олімпійською чемпіонкою з боксу серед жінок.

### Виступ на Олімпіаді 2016
У чвертьфіналі перемогла Тетяну Коб (Україна) — 3-0
У півфіналі перемогла Жень Цаньцань (Китай) — 3-0
У фіналі перемогла Сара Урамуне (Франція) — 3-0
Нікола Адамс захистила титул і стала першою в історії дворазовою Олімпійською чемпіонкою з боксу серед жінок.

### Виступи на Олімпіадах
| Олімпіада   | Дисципліна | Місце |
| ----------- | ---------- | ----- |
| Лондон 2012 | 51 кг      | 1     |
| Ріо 2016    | 51 кг      | 1     |

## Професіональна кар'єра
У січні 2017 року Адамс перейшла в профібокс. Провела 6 боїв — здобула 5 перемог і 1 бій завершила внічию.
6 жовтня 2018 року завоювала титул «тимчасового» чемпіона світу за версією WBO в найлегшій ваговій категорії, і з часом була підвищена до повноцінного чемпіона.
27 вересня 2019 року захистила титул чемпіонки.
У листопаді 2019 року оголосила про завершення боксерської кар'єри через проблеми із зором.